# Chantal Daucourt
Chantal Daucourt (ur. 23 czerwca 1966 w Biel/Bienne) – szwajcarska kolarka górska i przełajowa, brązowa medalistka mistrzostw świata i czterokrotna medalistka mistrzostw Europy MTB.

## Kariera
Pierwszy sukces w karierze Chantal Daucourt osiągnęła 1991 roku, kiedy zdobyła złoty medal w cross-country podczas mistrzostw Europy w Bourboule. Wynik ten powtarzała na rozgrywanych w latach 1993 i 1997 imprezach tego cyklu, a w 1992 roku zajęła trzecie miejsce. W międzyczasie wzięła udział w mistrzostwach świata w Kirchzarten w 1995 roku, gdzie zajęła trzecie miejsce. W zawodach tych wyprzedziły ją jedynie Alison Sydor z Kanady oraz inna reprezentantka Szwajcarii - Silvia Fürst. Ponadto w sezonach 1992 i 1997 Daucourt zajmowała trzeice miejsce w klasyfikacji generalnej downhillu Pucharu Świata w kolarstwie górskim. W pierwszym przypadku wyprzedziły ją tylko dwie Amerykanki Ruthie Matthes i Juli Furtado, a w drugim Włoszka Paola Pezzo i Alison Sydor. W 2000 roku wzięła udział w igrzyskach olimpijskich w Sydney, gdzie rywalizację w cross-country zakończyła na jedenastej pozycji. Startowała również w kolarstwie przełajowym, zdobywając między innymi mistrzostwo kraju w 2000 roku. W tym samym roku zajęła 10. miejsce na przełajowych mistrzostwach świata w Sint-Michielsgestel.